# 安眠药

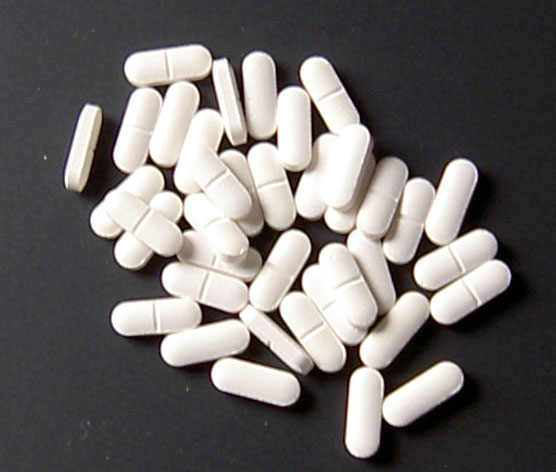
唑吡坦片，一种常用的安眠药

安眠药（英語：Hypnotic，源自希腊语 Hypnos， 即睡眠），是一类精神药物，主要用于治疗失眠和手术麻醉。在抗精神病药被发现以前也用于治疗精神分裂症。

## 种类
传统的巴比妥酸鹽、喹唑啉酮、苯二氮䓬類、非苯二氮䓬類都是通过增加GABAA受体的离子通过量工作。这些物质属于GABAA受体正向变构调节剂，也就是说它们不会直接模仿GABA激活受体，而是在受体被激活的时候增加激活的程度。这四类安眠药物每一类都有造成物質依賴的情况。

### 巴比妥酸鹽類（Barbiturates）
是一類作用於中樞神經系統的鎮靜劑，屬於巴比妥酸的衍生物，其應用範圍可以從輕度鎮靜到完全麻醉，還可以用作抗焦慮藥、安眠藥、抗痙攣藥。長期使用則會導致物質依賴。

### 喹唑啉酮（Quinazolinone）
目前用於鎮靜（Sedation）的只有Afloqualone與Cloroqualone

### 苯二氮䓬類（benzodiazepines）
苯二氮卓适合用来短期内治疗失眠。不推荐连续使用苯二氮卓类药物2-4星期，因为这会导致依赖性和耐受。最好间隔性地服用苯二氮卓类药物，并且将剂量保持在最低有效剂量。苯二氮卓类药物通过缩短入睡时间、延长睡眠时间和减少醒后的困倦感来治疗因失眠导致的问题。
常用的苯二氮卓类药物的代表有阿普唑仑（Alprazolam，佳静安定、贊安諾錠Xanax）、劳拉西泮（Lorazepam）、地西泮（Diazepam）、氯硝西泮（Clonazepam）、氟硝西泮（Flunitrazepam，俗稱「FM2」）。

### 非苯二氮䓬類（non- benzodiazepines）
非苯二氮卓类药物是一类与苯二氮卓类药物非常相似的精神药物。非苯二氮卓类与苯二氮卓类在药效学性质上非常相似，也有着相似的优点、不良反应和风险，然而，两者的化学结构却完全不同，因此在分子水平上，非苯二氮卓类和苯二氮卓类没有任何关系。非苯二氮䓬類同样会产生依赖和耐受，也应当间歇使用，即使是佐匹克隆也如此。
此类安眠药不能降低抑郁的风险。相比使用安慰剂的失眠者，使用这类安眠药的患者抑郁频率加倍。
常用的非苯二氮卓类药物有：佐匹克隆（Zolpiclone），艾司佐匹克隆（Eszopiclone），扎来普隆（Zaleplon），唑吡坦（Zolpidem）。

### 第一代抗組織胺（Antihistamine）
常見的非處方安眠藥，如氯苯那敏（chlorpheniramine）、苯海拉明（diphenhydramine)、多西拉敏（doxylamine）。后两者有较强抗胆碱作用，短期表现为口干，长期给老人使用则增加痴呆风险。氯苯那敏也常被归入“强抗胆碱”类别，但是它对乙酰胆碱受体的亲和力相比后两者极弱。

#### 褪黑素
褪黑素是人体自然产生的小分子激素，随着昼行性哺乳动物的昼夜节律在少光时（通常是夜间）由松果体产生。褪黑素有很多功能，其中一个就是促进日行性动物在夜间睡眠。昼夜节律被灯光等因素扰乱的人，产生的褪黑素可能不足催眠。口服褪黑素可以起到助眠的效果，但剂量以接近天然产量为佳（0.3 mg）。
褪黑素受体激动剂除了褪黑素，还有结构进行修改的合成药品。这些药品中ramelteon、tasimelteon用于助眠，阿戈美拉汀则是有一定助眠效果的抗抑郁、抗焦虑药。

#### 抗抑郁药
血清素拮抗剂和再摄取抑制剂
- 曲唑酮[14]

三环类抗抑郁药
- 阿米替林[15]
- 多虑平

四环类抗抑郁药

#### 抗精神病药物
抗精神病药物常使人犯困，因此也有用于助眠。用于助眠的剂量较小，尚不至于产生诸如锥体外系反应之类的副作用，但足以导致体重增加。鉴于此，抗精神病药物用于助眠可能是弊大于利（虽然传统GABAA助眠药亦是如此）。
- 喹硫平

#### 食欲素受体拮抗剂
- 苏沃雷生
- 达利雷生
- 莱伯雷生